# Lene Hau

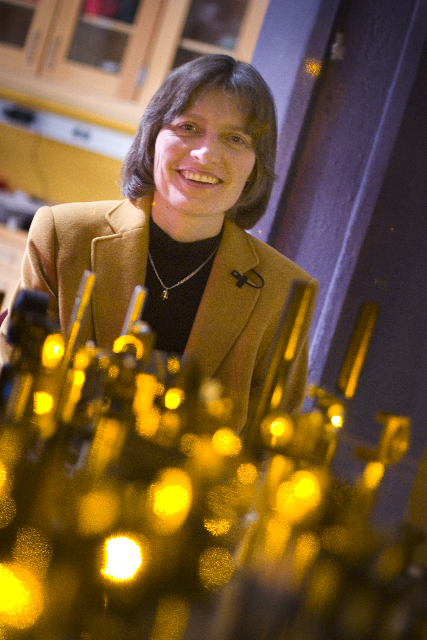
Lene Hau in haar laboratorium te Harvard

Lene Vestergaard Hau (Vejle, 13 november 1959) is een  natuurkundige uit Denemarken. Ze is hoogleraar aan de Harvard-universiteit. Zij slaagde er in 2001 in licht enkele milliseconden stil te laten staan. Daarbij werd van Bose-einsteincondensatie gebruikgemaakt.
Lene Hau studeerde wis- en natuurkunde in Aarhus, waar ze interesse kreeg in de kwantummechanica. Voor haar promotie-onderzoek werkte ze enige tijd bij het CERN in Genève, maar brak dat in 1988 af om naar de Harvard-universiteit te gaan.
Ze promoveerde in 1991 alsnog voor haar werk bij het CERN.
Ze kreeg aan Harvard de Gordon McKay leerstoel voor toegepaste natuurkunde. Ze werd daar  ook Principal Investigator for the Atom Cooling Group bij het Rowland Institute.
- Gemeinsame Normdatei: 1242485287
- Mathematics Genealogy Project: 239657
- Nationale Bibliotheek van Polen: a0000003837941
- Virtual International Authority File: 5013156012383849700008
- WorldCat: E39PBJt3WjQJPPQGttRc89RdwC